# Amt Gondelsheim
Das Amt Gondelsheim war seit 1761 ein Amt in der Markgrafschaft Baden. Es wurde 1826 im Rahmen einer Reform der Verwaltungsgliederung aufgelöst.

## Geschichte
Im Jahr 1650 kam Gondelsheim an Johann Bernhard von Mentzingen. Die Herren von Mentzingen errichteten im Ort eine eigene Verwaltung mit einem Amtmann als Leiter. Bemerkenswert ist, dass die Familie Füger ab 1725 für drei Generationen bis zur Auflösung des Amtes 1826 den Amtmann stellte. Nachdem die Herren von Mentzingen immer höher verschuldet waren, mussten sie den – bereits verpfändeten – Besitz 1787 an die badischen Prinzen Friedrich und Ludwig verkaufen. Das Privateigentum am Rittergut Gondelsheim und an den Höfen Bonartshäuserhof und Erdbeerhof ging nach der Erhebung Badens zum Großherzogtum auf Großherzog Ludwig über. Zunächst gehörte Gondelsheim zur badischen Grafschaft Petershausen, das bisherige Amt wurde einschließlich des Amtmannes belassen. Das Amt hatte lediglich 1102 Einwohner, die in 139 Häusern wohnten. Das herrschaftliche Amtshaus in der Silbergasse 4 diente gleichzeitig als Wohnung für den Amtmann. Die großherzogliche Familie als Besitzer beschloss das Amt erst dann aufzuheben, wenn der Amtmann Karl Füger in Ruhestand gehen sollte. Dieser reichte mit 72 Jahren im März 1826 ein Gesuch ein, die Amtsgeschäfte aufgeben zu dürfen. Dies wurde vom Großherzog bewilligt und gleichzeitig wurde das Amt Gondelsheim zum 1. Juni 1826 aufgelöst und in das Bezirksamt Bretten inkorporiert.

## Standesherrlichkeit
Im dritten Konstitutionsedikt über die Standesherrlichkeit vom 22. Juli 1807 (Großherzoglich Badisches Regierungsblatt Nr. 29 vom 25. August 1807, S. 141) wurden die Rechtsverhältnisse des standesherrlichen Adels, das heißt der adeligen Besitzer inländischer Landesteile, neu festgelegt. Abgeschafft wurden die Gesetzgebungsbefugnisse, aber die bürgerlichen und polizeilichen Strafsachen blieben beim Standesherrn bzw. seinem Amtmann. Die eingezogenen Steuern gingen nun an die Staatskasse und nicht mehr an den Standesherrn. Im Amt Gondelsheim war der Großherzog gleichzeitig Landesherr und Standesherr.
Die hierarchische Gliederung und Ämtereinteilung der badischen Verwaltung wurde in den Jahren 1806, 1809, 1813 und 1819 geändert. Folgende Übersicht zeigt die jeweilige Zugehörigkeit des Amtes Gondelsheim.
- Ab 1803: Besitzungen der Markgrafen Friedrich und Ludwig – Grafschaft Petershausen – Amt Gondelsheim
- Ab 1809: Pfinz- und Enzkreis (Durlach) – Standesherrliches Amt Gondelsheim
- Ab 1819: Murg- und Pfinzkreis (Durlach) – Standesherrliches Amt Gondelsheim

## Amtmänner
- 1698           A. Brechenmacher
- 1707 bis 1716  Johann Schabhard
- 1709           Johannes Keßler
- 1716 bis 1731  Jacob Bopf
- 1717           Johann Gramlich
- 1720 bis 1723  Ferdinand Weigel
- 1725           Matthäus Fieger (Füger)
- 1761 bis 1787  Samuel Füger
- 1787 bis 1826  Karl Füger